# Роджер Шерман
Ро́джер Ше́рман (англ. Roger Sherman; нар. 19 квітня 1721 — пом. 23 липня 1793) — американський юрист і політичний діяч.

## Коротка біографія
Народився у Массачусетсі, у дитинстві допомагав батькові на фермі й в чоботарці. Проте на дозвіллі читав усі книжки, які міг знайти в окрузі. У 1743 році переїхав до Коннектикуту, купив крамничку та обіймав численні посади в органах місцевого самоврядування. Попри брак юридичної освіти, адвокатував. Зробив добру кар'єру, обіймав посади конгресмена штату і судді. Припинивши адвокатувати 1761 року, продовжив політичну діяльність і став делегатом Континентального конгресу. Був членом комісії, що склала Декларацію незалежності і Статті Конфедерації. Відвідав майже всі засідання Філадельфійського конвенту і дуже прислужився укладенню Великого компромісу. Активно сприяв ратифікації Конституції Коннектикутом. Потім обирався до Палати представників і Сенату.